# サバ州立鉄道

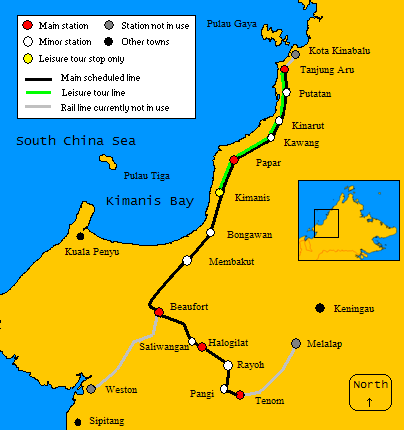
サバ州立鉄道の路線図

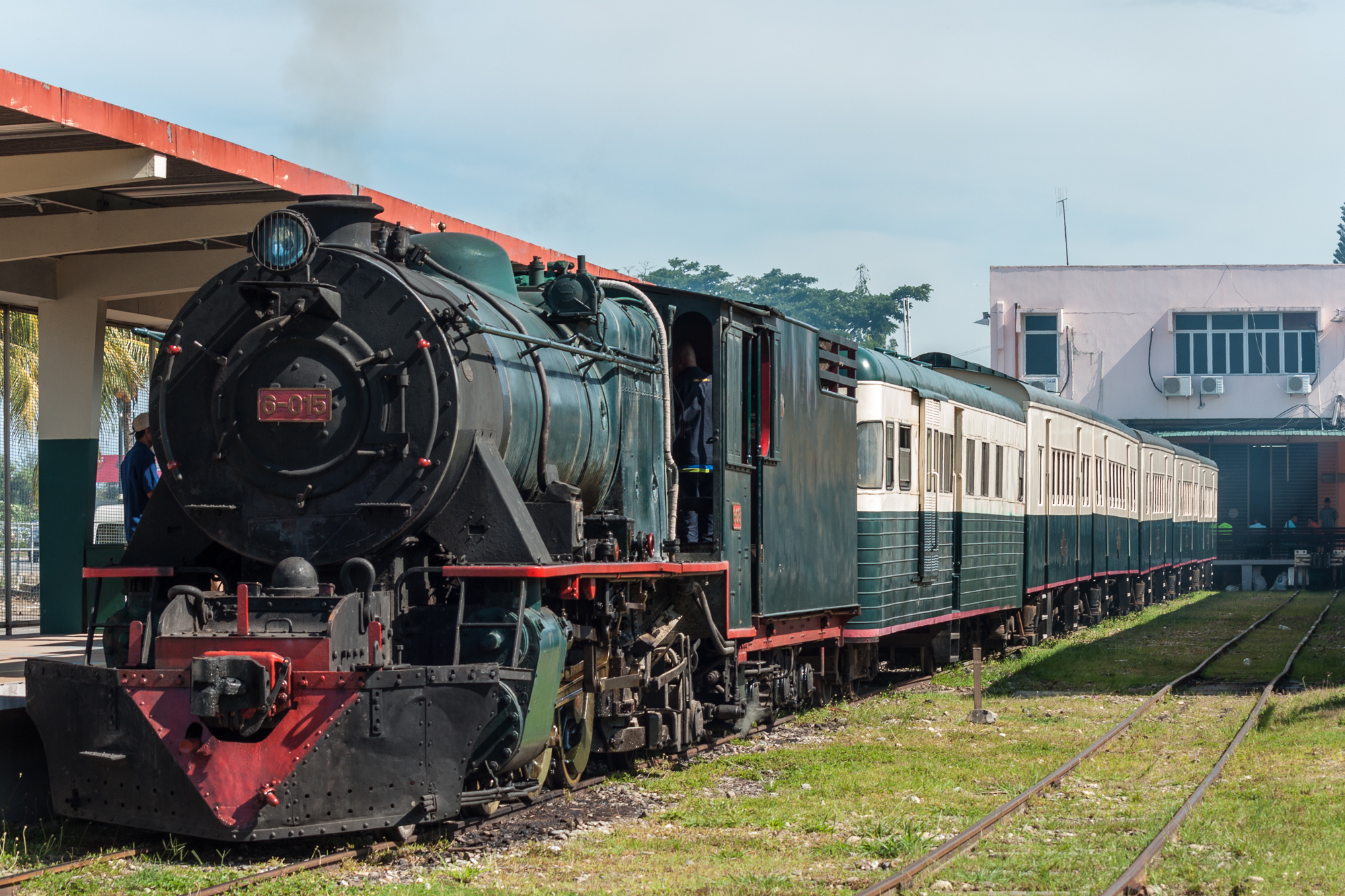
蒸気機関車が牽引する観光列車（タンジュン・アル駅）

サバ州立鉄道は、マレーシアサバ州のサバ州鉄道部（英語読み：Sabah State Railway Department）が運営しているボルネオ島唯一の鉄道路線である。現在は、コタキナバルのタンジュン・アル(Tanjung Aru)とテノム(Tenom)を結ぶ線路を旅客列車と貨物列車が運行している。略称はJKNS。
なお、北ボルネオ鉄道は、サバ州立鉄道の線路の一部区間を使用して運行されている蒸気機関車が牽引する観光列車のツアー名称であり路線名ではない。

## 路線データ
- 鉄道ファン2017年3月号：概況・駅、pp.140-141。より。
- 駅数：15駅（起終点を含む）
- 軌間：1,000mm
- 複線区間：全区間単線
- 電化区間：全区間非電化
- 閉塞方式：ほとんどの駅に交換設備がある。

## 運行形態
プッシュプルトレイン・気動車・ディーゼル機関車+客車・ディーゼル機関車+客車+荷物車で運行される。

### 概略
2016年5月現在のダイヤは、区間運転を含めて1日3往復、全線直通列車は2往復となっている。併走するバス会社に影響しない配慮もされている。運転は本線とジョージ線で完全分離しており、本線は6600形プッシュプルトレイン4両が主で、臨時で中国製15100形＋イギリス製客車3両での運行である。ジョージ線においては、Beaufort - Halogilat間がディーゼル機関車6100形+客車3両、Halogilat - Tenom間はディーゼル機関車5200形+荷物車1両+客車1両が基本編成となっている。

### 列車番号
- 英字2桁+数字3桁で表す。
  - 英字の2桁目で進行方向を表す。
    - 南行(S:Menuju Ke Selatan)：Tanjung Aru→Tenom
    - 北行(U:Menuju Ke Utara)：Tenom→Tanjung Aru

  - 数字の上1桁で始発駅を表す。
  - 進行方向は英字の2桁目で表すので、数字下2桁は南行・北行いずれも01以降の連番である。

| 南行   | 北行   | 始発駅      |
| ------ | ------ | ----------- |
| PS101- |        | Tanjung Aru |
| PS201- | PU201- | Papar       |
| PS301- | PU301- | Beaufort    |
| PS401- | PU401- | Halogilat   |
|        | PU501- | Tenom       |

## 車両
在籍上は蒸気機関車2両・ディーゼル機関車10両・プッシュプルトレイン4両・気動車6両・客車10両以上としているが、運用数減による休車が多く、2017年現在の定期運用車はプッシュプルトレイン4両・気動車2両、ジョージ線用ディーゼル機関車2両・客車4両・貨車1両に縮小している。

### 機関車・プッシュプルトレイン
- 5200形（5205、1両）

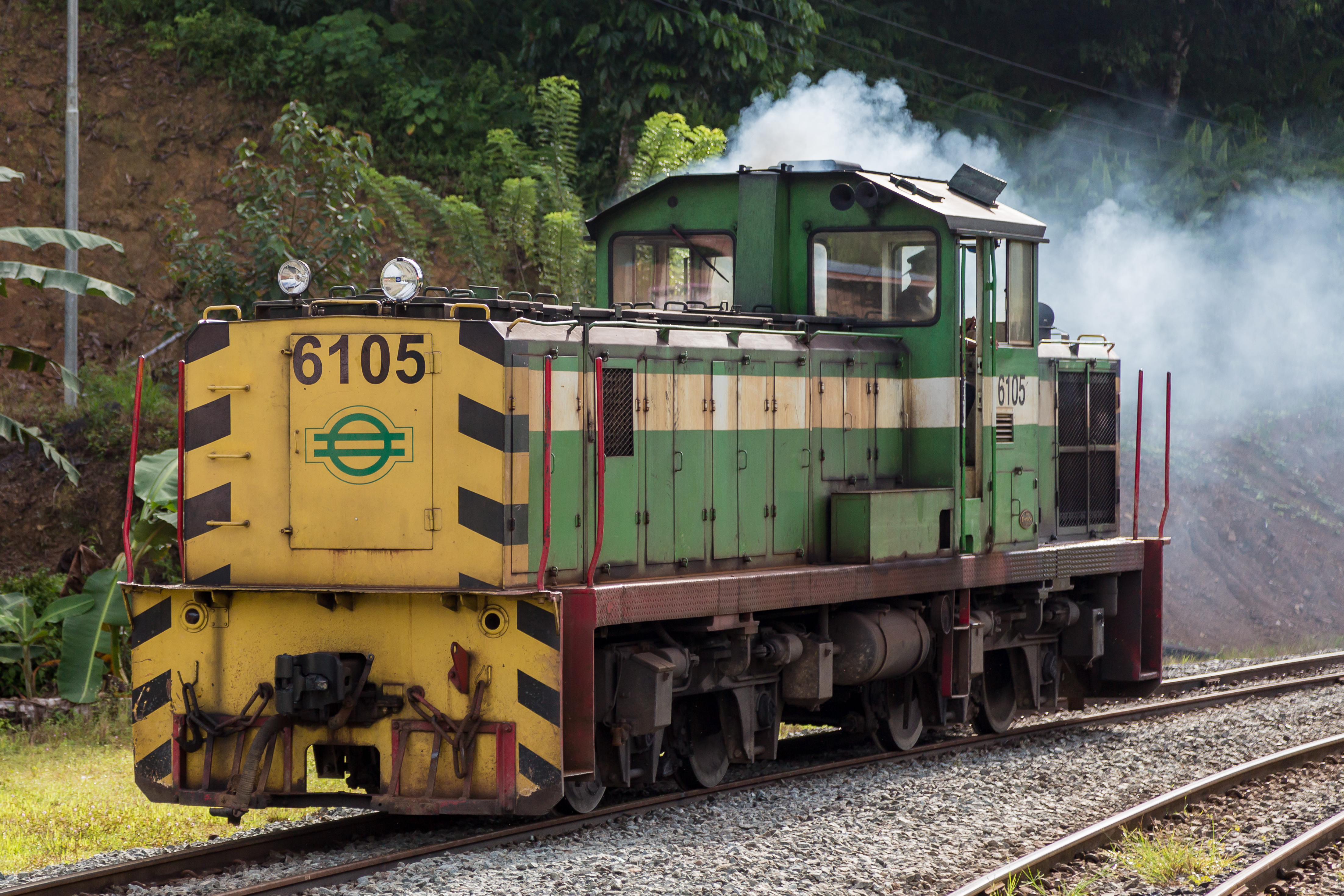
6100形ディーゼル機関車（サリワンガン駅）

  - 1971年川崎重工製の全長15m級凸形ディーゼル機関車。ジョージ線・麓側のHalogilat - Tenom間専用で運用されている。また、5201-5204の4両は除籍済み[5]。
- 6100形（6105、1両）
  - 1992年日立製の全長18級ディーゼル機関車。キャブが若干偏った「DE10タイプ」である。軸重の関係でジョージ線・山頂側のBeaufort - Halogilat間専用で運用されている。また、出力が680Phと重量が多いものもけん引可能なため、旅客用列車けん引やBeaufort構内の入れ替えや工事用にも使用される。また、当初は5両導入したが、6101-6104の4両は部品供給車に事実上なっており、Kinarut（キナルート）車両基地内で放置されている[6]。
- 15100形（15101・15102、2両）
  - 中国南車製の貨客両用箱型ディーゼル機関車。本線用に2両在籍しているが貨物列車が運休中であり、後述の6600形が検査などの運行不可能状態において客車3100形のけん引での代走となっている[7]。
- 6600形（6601A・B・C、動力車1両＋客車3両）
  - 中国南車製のプッシュプルトレイン。全長21m級で全面デザインはベトナム国鉄D19E形ディーゼル機関車と同一の動力車であり、残り3両は客車となっており2席固定クロスシート座席である。2編成が導入されたが、6602編成は事故により半年で運用離脱をして動力車1両+6602Aは解体されているが、大破を逃れた6602B+6602Cの2両はKinarut車両基地内で残っている[8]。
  - 「←Beaufort　6601C＋6601B＋6601A＋動力車　Tanjung Aru→」の組成となっている。

### 気動車
- 3100形（3102・3105、2両）
  - 1957年イギリス製の全長15m級車。エンジンは床置式で荷物室に見える所に設置、座席はクロスシート10組。運転本数削減により、3101は廃車済み、3103はKinarut車両基地内で放置、3104はエンジンが外されて北ボルネオ鉄道用客車となっている。3102・3105の2両のついても予備車扱いである[9]。
- 5000形（5001・5002、2両）
  - 2002年インド製の非貫通気動車。スノープラウの警戒色な工事用作業車を模したデザインで座席はクロスシート。作業用やジョージ線の区間運用で使用される[10]。

- 8500形（8502・8503、2両）

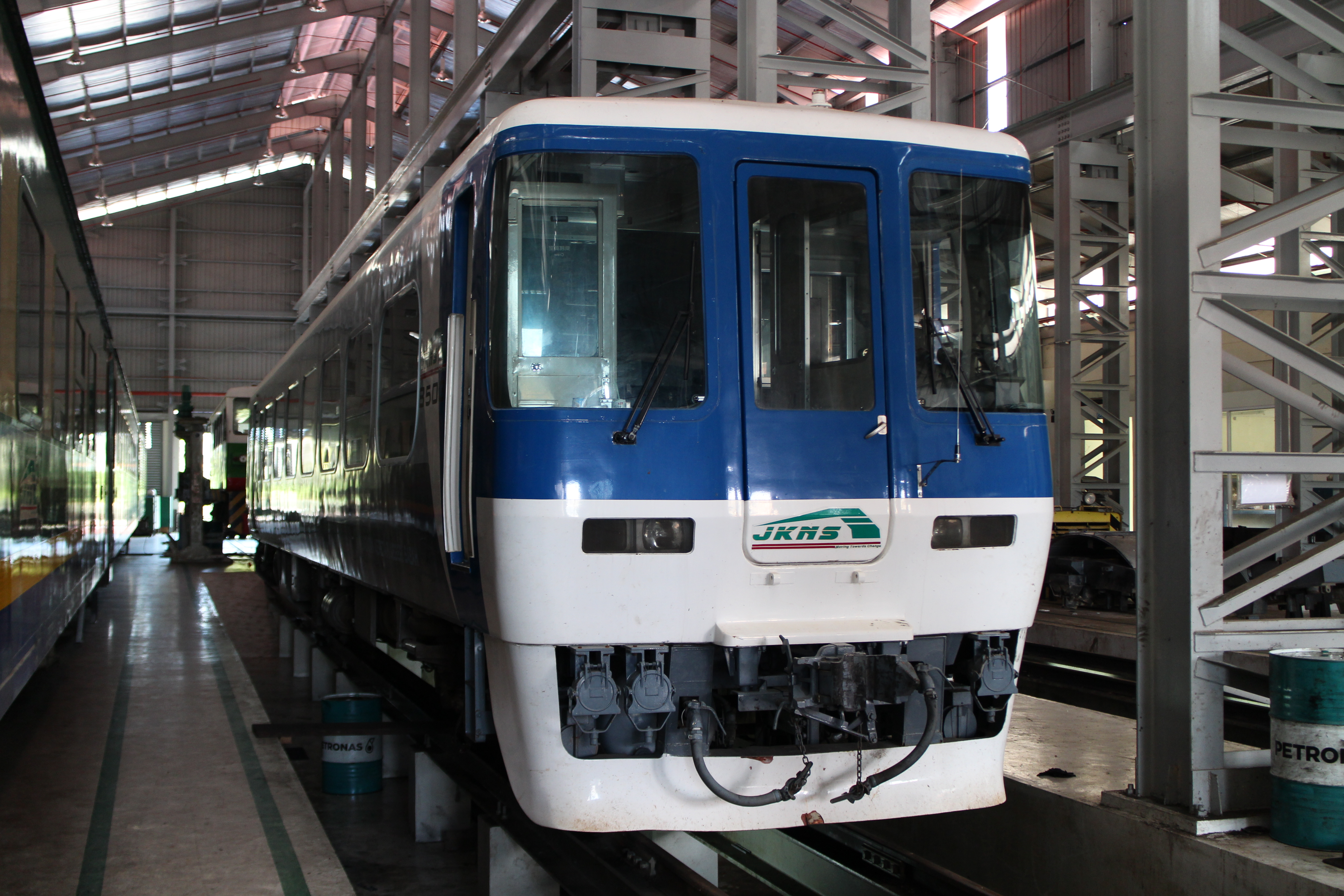
マレーシアのサバ州立鉄道に譲渡され、エンジン復旧と車体改装の改修工事を行い、車体のカラーリングが変更された8500系

  - 2015年に福島県会津若松市の「やすらぎの里会津村」で保存されていた会津鉄道キハ8500系気動車（元AIZUマウントエクスプレス用、元々は名古屋鉄道の特急用車両）2両が譲渡された。サバ州立鉄道では2016年10月17日からは「Kelas Pertama」（マレー語でファーストクラスの意味）と呼称した急行として、1両単行（片運転台車のため転車台を使用）で本線を運行し、2017年から2両編成による運行を開始[11][12]。

## 歴史

### 年表
- 1896年（明治29年）：イギリス北ボルネオ会社(British North Borneo Company)によって、Beaufort - Weston間(32Km)開業[2]。
- 1902年（明治35年）：Beaufort - Jesselton間が開業。
- 1905年（明治38年）：Beaufort - Tenom間(48Km)が開業。
- 1906年（明治39年）：Tenom - Melalap間(16Km)が開業。
- 1914年（大正3年）8月1日：北ボルネオ鉄道 (the North Borneo Railway)設立。
- 1944年（昭和19年） - 1945年（昭和20年）：第二次世界大戦で日本軍によって壊滅的に破壊される。
- 1949年（昭和24年） - 1960年（昭和35年）：北ボルネオ鉄道によって復旧工事が行われる。
- 1963年（昭和38年）：Beaufort - Weston間廃止。
  - 9月16日：イギリス保護領サバとマラヤ連邦が併合しマレーシア連邦になる。
  - - サバ州鉄道部(Sabah State Railway Department)設立。
- 1970年（昭和45年）：Tenom - Melalap間廃止。
- 1974年（昭和49年）：Jesselton - Tanjung Aru間廃止。
- 2000年（平成12年）：北ボルネオ鉄道運行開始。
- 2001年（平成13年）6月：テノム渓谷の橋で列車の脱線事故が起こり、同列車に乗っていた邦人観光客2名が軽傷を負った。
- 2006年（平成18年）7月以降：改良プロジェクト開始。（総額RM3億/レール取替・9新駅建設・4駅改良・鉄橋補修）
- 2007年（平成19年）1月1日以降： 改良プロジェクト開始にともなう北ボルネオ鉄道は、2008年5月末までの予定で運休。
- 2007年 - 2011年（平成23年）：本線を休止して、ロングレール導入・道床増厚・駅改修の4年間の大改修する[2]。
- 2011年2月：本線が運転再開[13]。

## 駅一覧
運用本数が少ないものの、運賃が安く利用者が多いため、すべての駅に駅員が配置されている。2011年2月の運転再開時に乗車券でバーを開ける自動改札機も設置されたが、2016年現在では使われていない。主要駅を除きホーム1面であるが、交換設備がほとんどの駅に設置されている。ジョージ線において書類上は途中駅が4駅であるものの、集落毎に仮乗降場が10以上は設置されている。

### 本線
| 駅名               | 英語駅名    | 駅間キロ | 累計キロ | 接続路線および備考       | 所在地 | 所在地   | 所在地         |
| ------------------ | ----------- | -------- | -------- | ------------------------ | ------ | -------- | -------------- |
| ジェッセルトン駅   | Jesselton   | -        | 0.0      |                          | サバ州 | 西海岸省 | コタ・キナバル |
| センブラン駅       | Sembulan    | 4.0      | 4.0      |                          | サバ州 | 西海岸省 | コタ・キナバル |
| タンジュン・アル駅 | Tanjung Aru | 1.8      | 5.8      |                          | サバ州 | 西海岸省 | コタ・キナバル |
| プタタン駅         | Putatan     | 6.1      | 11.9     |                          | サバ州 | 西海岸省 | プタタン       |
| キナル駅           | Kinarut     | 8.4      | 20.3     |                          | サバ州 | 西海岸省 | キナル         |
| カワン駅           | Kawang      | 7.0      | 27.3     |                          | サバ州 | 西海岸省 | カワン         |
| パパール駅         | Papar       | 11.2     | 38.5     |                          | サバ州 | 西海岸省 | パパール       |
| キマニス駅         | Kimanis     | 11.2     | 49.7     |                          | サバ州 | 西海岸省 | パパール       |
| ボンガワン駅       | Bongawan    | 12.5     | 62.2     |                          | サバ州 | 西海岸省 | ボンガワン     |
| メンバク駅         | Membakut    | 10.0     | 72.2     |                          | サバ州 | 内陸省   | メンバク       |
| ビューフォート駅   | Beaufort    | 18.3     | 90.5     | サバ州立鉄道：ジョージ線 | サバ州 | 内陸省   | ビューフォート |

### ジョージ線
| 駅名             | 英語駅名   | 駅間キロ | 累計キロ | 接続路線および備考 | 所在地 | 所在地 | 所在地         |
| ---------------- | ---------- | -------- | -------- | ------------------ | ------ | ------ | -------------- |
| ビューフォート駅 | Beaufort   | -        | 0        | サバ州立鉄道：本線 | サバ州 | 内陸省 | ビューフォート |
| サルイワンガン駅 | Saliwangan | 16       | 16       |                    | サバ州 | 内陸省 | サルイワンガン |
| ハロギラット駅   | Halogilat  | 5        | 21       |                    | サバ州 | 内陸省 | ハロギラット   |
| ラヨー駅         | Rayoh      | 8        | 29       |                    | サバ州 | 内陸省 | ラヨー         |
| パンギ駅         | Pangi      | 10       | 39       |                    | サバ州 | 内陸省 | パンギ         |
| テノム駅         | Tenom      | 10       | 49       |                    | サバ州 | 内陸省 | テノム         |